# 南かなこ
南 かなこ（みなみ かなこ、1981年9月7日 - ）は、日本コロムビア、ゴーゴーカンパニーに所属していた演歌歌手。ブラジル・サンパウロ出身。日系3世。

## 来歴
- 2003年、弦哲也音楽プロデュースのもと、THE CONVOY主宰今村ねずみが振付けを、ASAYANデザイナーオーディショングランプリのごあきうえがコスチュームデザインをするというバックアップの下で「居酒屋サンバ」でデビュー。
- デビュー当初、幸子プロモーションに所属（2008年9月まで）。その後フリーを経て、2009年よりゴーゴーカンパニーに所属した。
- 2009年7月1日にファンクラブ「みんなのみなかな」が発足した。
- 文化放送「走れ!歌謡曲」を降板した松井陽子に代わり、2011年2月8日未明OA分から3月1日未明放送分の計4回、ピンチヒッターとして番組パーソナリティーを務めた。
- 2010年より、日本コロムビア100周年記念の「演歌アイドルユニット」コロムビア・ガールズ・コレクションの一員としても活躍。
- 2012年、知人の紹介で知り合った会社員と結婚。デビュー10周年を迎えるのを区切りに主婦業に専念するため、6月いっぱいで芸能界を引退した[1]。6月1日から25日の五木ひろし特別公演（新歌舞伎座）出演が最後の仕事となった[2]。

## エピソード
- 身長156cm・体重42kg。
- FMトワイライトの番組内で愛称を募集したところ、「かなゴン」に決定した[3]。
- 自らのブログで、時折『秘密結社鷹の爪』のキャラクター（特にレオナルド博士、吉田君など）のデコメを使用する。

## 出演

### テレビ
- ドラマ・コンプレックス「芸能界風雲録〜一寸先は闇〜」（日本テレビ）

### ラジオ
- 日野ミッドナイトグラフィティ 走れ!歌謡曲（文化放送） - 金曜日深夜（土曜日未明）の隔週で「かなこのいろはにほへとぉ〜!」のコーナー担当（2008年7月5日 - 2010年3月27日）
  - 2008年3月までは木曜日深夜（金曜日未明）のパーソナリティー。
- ほんまもん!原田年晴です（ラジオ大阪）…木曜日レギュラーパートナー
- かなこのあんな歌、こんな歌（STVラジオ）…月曜ヒートアップミュージック内
- FMトワイライト（NHK-FM）…金曜日パーソナリティー（2009年4月3日 -　 ）

## ディスコグラフィ

### シングル
- 全て日本コロムビアからリリース。

| #  | 発売日          | 曲順 | タイトル                     | 作詞           | 作曲           | 編曲             | 規格品番   |
| -- | --------------- | ---- | ---------------------------- | -------------- | -------------- | ---------------- | ---------- |
| 1  | 2003年 1月1日   | 01   | 居酒屋サンバ                 | 木下龍太郎     | 弦哲也         | 伊戸のりお       | CODA-2079  |
| 1  | 2003年 1月1日   | 02   | 東京樹海                     | 仁井谷俊也     | 弦哲也         | 前田俊明         | CODA-2079  |
| 2  | 2003年 7月23日  | 01   | 風枕                         | つつみりゅうじ | 弦哲也         | 南郷達也         | COCA-15499 |
| 2  | 2003年 7月23日  | 02   | 横須賀ジルバ                 | 木下龍太郎     | 弦哲也         | 伊戸のりお       | COCA-15499 |
| 3  | 2004年 3月3日   | 01   | 人恋岬                       | 高田ひろお     | 弦哲也         | 南郷達也         | COCA-15632 |
| 3  | 2004年 3月3日   | 02   | 恋とんぼ                     | 高田ひろお     | 弦哲也         | 南郷達也         | COCA-15632 |
| 4  | 2005年 1月19日  | 01   | かなこの浜っ娘ソーラン       | 下地亜記子     | 弦哲也         | たかしまあきひこ | COCA-15722 |
| 4  | 2005年 1月19日  | 02   | かなこの祭だワッショイ       | 下地亜記子     | 弦哲也         | 桜庭伸幸         | COCA-15722 |
| 5  | 2005年 11月30日 | 01   | 木遣り恋唄                   | 下地亜記子     | 弦哲也         | 川村栄二         | COCA-15817 |
| 5  | 2005年 11月30日 | 02   | かなこのよさこい祭り         | 下地亜記子     | 弦哲也         | たかしまあきひこ | COCA-15817 |
| 6  | 2006年 10月25日 | 01   | 望郷北岬                     | 木下龍太郎     | 弦哲也         | 前田俊明         | COCA-15936 |
| 6  | 2006年 10月25日 | 02   | 風花だより                   | 木下龍太郎     | 弦哲也         | 前田俊明         | COCA-15936 |
| 7  | 2008年 1月23日  | 01   | ふるさと帰行                 | 木下龍太郎     | 弦哲也         | 前田俊明         | COCA-16030 |
| 7  | 2008年 1月23日  | 02   | 愛愁ルンバ                   | さわだすずこ   | 弦哲也         | 南郷達也         | COCA-16030 |
| 8  | 2009年 7月22日  | 01   | もくれん                     | 及川眠子       | 弦哲也         | 石倉重信         | COCA-16278 |
| 8  | 2009年 7月22日  | 02   | かもめ食堂                   | 田久保真見     | 弦哲也         | 伊平友樹         | COCA-16278 |
| 9  | 2010年 6月23日  | 01   | しのび駒                     | レーモンド松屋 | レーモンド松屋 | 伊平友樹         | COCA-16390 |
| 9  | 2010年 6月23日  | 02   | 別の貴方                     | レーモンド松屋 | レーモンド松屋 | 伊平友樹         | COCA-16390 |
| 10 | 2011年 6月22日  | 01   | 雨のミッドナイトステーション | レーモンド松屋 | レーモンド松屋 | 伊平友樹         | COCA-16462 |
| 10 | 2011年 6月22日  | 02   | めぐり逢って                 | レーモンド松屋 | レーモンド松屋 | 伊平友樹         | COCA-16462 |

### アルバム
| 発売日         | タイトル                            | 規格品番    |
| -------------- | ----------------------------------- | ----------- |
| 2006年1月1日   | かなこのはじめてのアルバム          | COZA-200〜1 |
| 2008年1月23日  | かなこの2枚目のアルバム             | COCP-34691  |
| 2009年10月21日 | 全曲集 もくれん                     | COCP-35851  |
| 2010年10月20日 | 全曲集 しのび駒                     | COCP-36497  |
| 2011年10月19日 | 全曲集 雨のミッドナイトステーション | COCP-37005  |
| 2012年10月17日 | 全曲集 居酒屋サンバ                 | COCP-37633  |

## 受賞歴
- 2003年 第45回日本レコード大賞新人賞
- 2003年 第36回日本有線大賞新人賞
- 2011年 第44回日本有線大賞ロングリクエスト賞